# Оберєфрейтор
Оберєфрейтор (нім. Obergefreiter) — військове звання рядового складу в Збройних силах Німеччини (Імперська армія Німеччини, Рейхсвер, Вермахт, Бундесвер) та Швейцарії.

## Німеччина

### Пруссія
У Пруссії звання оберєфрейтора було введено 6 січня 1846 року, але скасовано 21 квітня 1853 року. У прусській пішій артилерії звання (знову) було введено в 1859 році і зазвичай позначало навідника. Таким чином чин замінив найнижчого артилерійського унтер-офіцера бомбардира, введенного в 1730 році. В інших родах військ Німецької армії та в Імперському флоті звання оберєфрейтора не використовувався. Він не був задіяний в німецькому війську до кінця 1919 року, після створення Рейхсверу.

### Рейхсвер
За часів Веймарської республіки, у Збройних силах (Рейхсвер) з 1919 року існували звання єфрейтор, та оберєфрейтор. Звання оберєфрейтора було вище за рангом від єфрейтора, та нижче від унтерофіцера.
З 1927 року, з'являється звання штабсєфрейтора, яке зайняло місце між оберєфрейтором та унтерофіцером.
Знаки розрізнення оберєфрейторів (1919—1935)
|                       |              |
| 1919-1920             | 1920-1935    |
| Єфрейтор Оберєфрейтор | Оберєфрейтор |

### Вермахт (1935—1945)
В Сухопутних військах (Хеєр) звання оберєфрейтор, було вище ніж ефрейтор, та нижче за штабсєфрейтора.
В Вермахті крім звання оберєфрейтор було звання єфрейтор та штабсєфрейтор. Їх знаками розрізнення була певна кількість шевронів на рукаві та чотирипроменевих зірок.
|              |                                       |
| 1935-1945    |                                       |
| Оберєфрейтор | Оберєфрейтор (вислуга більше 6 років) |

### Люфтваффе (1935—1945)
В військово-повітряних силах (Люфтваффе) звання оберєфрейтор, було вище ніж єфрейтор, та нижче за гауптєфрейтораа (з 1944 року штабсєфрейтора).
В Люфтваффе крім звання оберєфрейтор було звання єфрейтор, гауптєфрейтор та штабсєфрейтора. Знаками розрізнення була певна кількість шевронів та чотирипроменевих зірок на рукаві, а також певна кількість крилець на петлицях.
|              |  |
| 1935-1945    |  |
| Оберєфрейтор |  |

### Кригсмарине (1935—1945)
В військово-морських силах (Кригсмарине) і звання матрос-оберєфрейтор, було вище ніж матрос-єфрейтор, та нижче за матроса-гауптєфрейтора.
|                     |
| 1935-1945           |
| Матрос оберєфрейтор |

### Ваффен-СС (1940—1945)
Після створення Військ СС відбулася уніфікація СС-вських звань до військових. Військовики СС отримали окрім власне СС-вських звань ще й загальноармійські.
Аналогом оберєфрейтора в Військах СС, був ротенфюрер, який мав за знаки розрізнення дві стрічки на петлиці, а також два шеврони на рукаві (як у армійського оберєфрейтора).
Знаки розрізнення CC-Ротенфюрера Ваффен-СС

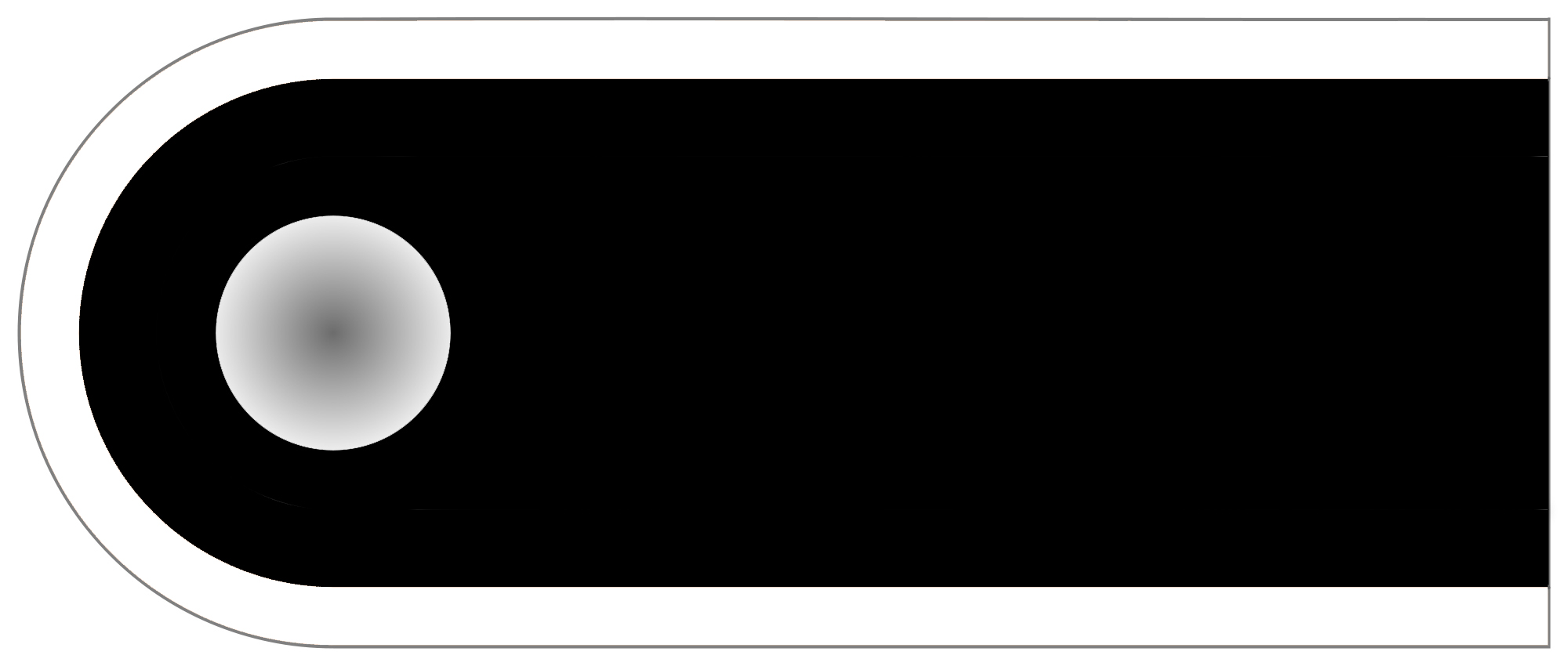
Погон всього рядового складу у «фельдграу» Ваффен-СС
Петлиця ротенфюрера Загальних військ СС у 1940—1945
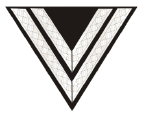
Нарукавний знак

### Національна народна армія НДР
В збройних силах Німецької Демократичної Республіки, звання в солдатському класі були присутні звання: солдат, єфрейтор, штабсєфрейтор. Звання оберєфрейтора не використовувалося.

### Бундесвер
У німецьких арміях  єфрейтори — окрема штатна категорія військовослужбовців, як правило до неї належать надстроковики та молодші фахівці.
Оберєфрейтор — це третій клас в рамках сучасної німецької армії: Сухопутних сил (Хеер), Повітряних сил (Люфтваффе) і флоту (морської піхоти). Звання єфрейтор прирівнюється до OR-3b.
Звання оберєфрейтора розташовується за військовою ієрархією між військовими званнями єфрейтора та гауптєфрейтора.
Знаки розрізнення оберєфрейтора

Погон оберєфрейтора-аспіранта Люфтваффе
Погон оберєфрейтора резерву Люфтваффе

## Швейцарія
Оберєфрейтор (нім. Obergefreiter, скорочено Obgfr) — військове звання в збройних силах Швейцарії, яке було скасовано 1 січня 2019 року. Належало до рангової солдатської групи (OR1a — OR3). Оберєфрейтор був за старше рангом від єфрейтора, та молодше від капрала. Було найвищим званням в своєму класі (OR3).
Так як у Швейцарії чотири мови, то назва «оберєфрейтор» позначається лише німецькою мовою, французькою, італійською та ретороманською звання має іншу назву (фр. Appointé-chef, італ. Appuntato capo, ромш. Primappuntà).
|                                 |              |
| Знаки розрізнення оберєфрейтора |              |
| Погон                           | Маск. костюм |